# 일본의 검열
일본의 겸열은 비록 국가의 헌법에 의해 금지됐지만 포르노에 관하여 일본 형법 제175조를 통해 사실상 위임되었다. 일본 헌법 21조항에 보장된 표현의 자유와 검열의 형식적 금지하고 있는 반면에 음란물에 대한 검열이 존재하며 일본형법 제 175조에 의해 정당화된다. 역사적으로 법은 다른 의미들로 해석됐다 - 최근에는 모든 포르노들은 부분적으로라도 검열돼야한다고 해석된다; 하지만, 이 법에 근거해 체포한 것은 거의 없었다.

## 역사

### 도쿠가와/에도 시대
에도 시대 출판의 인기가 더 높아지면서, 에도막부는 검열을 하기 시작했다. 이 시기에는 쇼군 또는 군정이 정부를 외설하는 것으로 보이는 그 무엇이든 검열할 수 있는 정책을 가졌다. 주요 목표에는 쇼군을 비판하는 기독교 그리고 도쿠가와 집안 활동에 대한 정보들이 포함돼있었다. 간세이 개혁과 함께 전통적인 삶의 방식을 방해하는 것으로 보이는 그 무엇이든(사치적 출판물 뿐만 아니라) 정밀조사를 받았다. 덴포개혁 하에 압류한 것들은 다메나가 슌스이 그리고 다네히코 류테이 포함해 에로틱한 문학을 인쇄하는 것이다.
그들의 초기 금지는 주로 봉건 영주인 지역 다이묘가 기독교를 정치적 이데올로기로 사용하는 것을 제한하고 그들의 도덕적 권위를 부여하면서 바쿠푸의 새로운 통치에 도전하기 위한 방법으로서 기독교 서적, 군서(군쇼)에 집중된 것이었다. 군대와 정치적 불안정이 해소되면서 쇼군은 사회적 불화에 눈을 돌리기 시작했다. 그들은 일반시민들로 인한 문학과 극장을 이용한 시민 불복종 그리고 풍자적 비판에 주목하기 시작했다. 교호 7(1722년)/11일 출판지침 칙령이 내려졌다. 게다가 문학에 관해서 쇼군은 가부키 극장 연기자들에게 제한을 내렸다. 쇼군은 여자와 아이들이 연극에 나오는 것을 금지했다; 하지만, 이 법은 극장 주인들에 의해서 종종 무시됐다. 이런 새 법들은 오네가타라고 불리는 여성 역할들을 전문으로 하는 남성 배우들의 부흥을 불러왔다.

### 메이지 시대와 태평양 전쟁
1868년 일본 정치역사에 큰 변화를 일으킨 메이지 유신 이후, 국가는 서방 사상에 대해 엄중한 검열을 하기 시작했다. 포르노그래피와 일왕과 정부에 비판적인 어떠한 정치적 글들이 퍼지는 것을 막고자 했다. 물질적 검열은 이 때부터 늘어나기 시작했고 , 종종 형벌을 늘리기 위해 계속되는 전쟁을 사용했다. 1930년, 특정위반 행위에 대한 형벌로 사형이 추가됐다. 이와 같은 검열이 지속되면서 1940년, 정보선전부(情報部, Jōhōbu)가 정보부(情報局, Jōhō Kyoku)로 승격됐다. 이는 전에 일본 내무성 하에 나눠져있던 군대, 해군 그리고 외국 부서의 정보부를 통합한 것이었다. 이 새로운 부서는 모든 뉴스, 선전 그리고 공개 행사에 대한 통제권을 가졌다. 이듬해 국가 총동원법 개정안은 언론의 자유를 모두 삭제하고, 각 현의 논문이 하나의 논문에 통합되거나 출판을 중단하도록 강요하는 했다. 이는 모든 논문들이 출판 전 국가의 검열을 받아야하는 것이었다.

### 일본의 점령
1945년 일본의 항복 이후, 연합군 최고 사령관은 모든 형태의 검열, 표현의 자유에 대한 통제를 폐지했고 1947년 일본헌법 제 21조항에도 제정되었다. 하지만, 언론 검열은 전쟁 이후 시대에 현존했다. 특히 일본 점령 기간 동안 미국 정부에 의해 파괴적으로 간주되는 포르노 그리고 정치적 사안들에 대해서였다. 
점령군 검열은 미국이나 다른 연합국들에 대한 비판을 금지했을 뿐만 아니라 검열 자체에 대한 언급도 금지되었다. 이것은 도날드 킨이 관찰한 바와 같이, "점령 검열이 일본의 군사 검열보다 훨씬 더 격앙된 것은 검열을 한 모든 흔적을 감추어야 한다고 주장했기 때문"이라는 것을 의미한다. 이것은 기사들이 단지 XX들을 불쾌하게 하는 문구들에 제출하는 것이 아니라 완전히 다시 쓰여져야만 한다는 것을 의미했다.

—Dawn to the West

## 포르노 검열
일본의 음란물 판매 및 유통은 형법 제175조(1907)에 따라 제한된다. 그 내용은 다음과 같다:
음란물을 그리거나 물체에 대하여 공공장소에서 팔거나 전시하는 사람은 2년 이하의 징역에 처하거나 2,500,000옌 또는 소량의 벌금형에 처한다. 판매목적에 대해 동일한 것을 소유한 자도 이와 같은 형에 처한다.
이 조항은 2011년 개정되어 '전자적 또는 자기적 기록물을 포함한 기록매체'와 전자적 방법으로 배포되는 자료를 포함하도록 개정되었다..
'외설'의 정의는 일련의 사법적 결정을 통해 발전해 왔다. 1957년 "채털리 사건", 일본 대법원은 번역가인 세이 이토와 편집자 규지로 고야마의 유죄를 인정했다. 그들은 1950년 출판된 D. H. 로렌스의 에로소설인 채털리 부인의 사랑을 통해 법을 어겼다는 혐의로 기소됐다. 이에 대해 대법원은 1928년 대법원이 제정한 외설 3부 시험을 예로 들었다; 이 시험에서는 "성적 욕망을 불러일으키고 자극하며 겸손이나 수치심의 상식을 불쾌하게 하며 올바른 성적 도덕 관념을 침해할 경우 음란물로 간주한다". 이러한 법적해석 때문에, 일본에서 생산되는 다수의 포르노들은 자기 검열 과정을 거쳤다; 그 주요 수단은 생식기 위에 디지털 모자이크나 검열 바를 올리는 것이었다.
제 2차 세계대전 이후 외설 혐의로 기소된 첫번째 영화는 블랙 스노우였다. 1965년 감독 테츠지 타케치, 그리고 닛카쓰에 의해 제작된 핑크영화였다. 도쿄 미군기지 외곽에서 매춘부들의 삶을 그린 이 정치적이고 성적으로 노골적인 영화는 1966년 도쿄지방법원에서 '음란하지 않다'는 판결을 받았다. 하급법원은 피고에게 판결을 내리길 타케치와 니캇쓰의 배급업체 쇼토루 무라카미는 유죄판결을 받았다. 그 이유는 그 영화가 성공적으로 일본의 자동 조절의 감독자인 에린을 통과했기 때문이다. 이 판결은 1969년 도쿄고등법원에서 내려졌다. 도쿄고등법원은 이 영화가 외설적이라고 판단했지만 이 영화가 에린으로부터 받은 승인에 따라 무죄 판결을 내렸다. 이 판결은 1972년 니캇쓰의 로망 포르노 영화 시리즈에서도 이어졌는데, 1978년과 1980년에 에린의 승인을 근거로 닛카쓰 사원의 무죄로 비슷하게 종결되었다.
2001년 1월, 유지 수와, 모토노리 기시 그리고 교이치 다카다는 헨타이 망가인 밀실을 생산하고 배포한 혐의로 기소됐다. 이는 일본에서 처음으로 외설로 기소된 망가와 관련한 재판이었다. 경찰의 보고에 따르면 이 만화의 "성기와 성행위의 장면"에 대한 묘사가 "자세하고 실제적으로 묘사됐다"고 했으며 성기를 가리기 위해, 성기 삽입을 가리기 위한 검열 바는 다른 것에 비해 "덜 보수적"이라고 말했다. 수와와 다카다는 유죄와 500,000옌의 벌금형을 각각 선고받았다. 키시는 1년 형을 선고받았다. 도쿄 고등법원에 항소 후, 키시의 형량은 1.5만 옌으로 줄었다. 그는 그 후 이 사건에 대해 대법원에 항소했고, 제 175조항이 표현의 자유를 지키는 일본 헌법 제 21조항을 위반했다고 주장했다. 2007년 판결에서 법원은 유죄판결을 내렸다. 밀실이 외설 3부 실험 조건을 만족시켰으며 그러므로 제한 대상이 된다는 결론이었다. 키시와 수와의 유죄 판결 이 후, 많은 일본의 소매 서점들은 가게 내의 성인구역을 없앴으며 이 현상은 결과의 냉각현상을 가져왔다.
2013년 7월, 성인물을 중심으로 출판하는 코어 매거진에 연관된 세 명의 사람은 "불충분한 검열"을 한 "외설적 사진"을 판다는 혐의로 체포됐다. 그들은 후에 2013년 12월에 유죄선고를 받았다.

## 인터넷 검열
프리덤 하우스는 일본의 인터넷 접속 정도를 22점 만점으로 "무료"라고 등록했다.
일본의 인터넷 접근권은 제한되지 않는다. 정부의 눈에 보이는 인터넷 접근 제한이나 정부가 사법적 감독 없이 이메일이나 인터넷 채팅방에 대해 확인한다는 보고는 존재하지 않는다. 헌법과 법은 표현의 자유와 언론의 자유를 넓게 보장한다. 그리고 정부는 이러한 권리들을 실상에서도 존중한다. 독립적인 언론은 이런 권리를 지키기 위해 효과적인 사법부와 기능하는 민주적인 정치 제도와 연합한다. 정부는 인터넷 출판권에 대해 결코 방해하지 않을 것이다. 개인들과 단체들은 이메일을 포함해 인터넷을 통해 평화적인 표현을 볼 수 있는 권한이 있다. 그러므로, 법과 헌법은 사생활, 가족, 집 또는 서신에 대한 자의적 간섭을 금지한다. 그리고 정부는 이런 금지들을 실상에서도 존중한다.

## 같이 보기
- 컴퓨터 엔터테인먼트 등급 기구
- 일본국 헌법
- 영화윤리위원회
- 일본의 역사교과서 문제
- 고토바가리
- 기자 클럽
- 난징 대학살 부인론
- 일본의 우익단체